# Флорентин, Сесар Габриэль
Сеса́р Габриэ́ль Флоренти́н (исп. César Gabriel Florentín; род. 13 марта 1999, Грегорио-де-Лаферрере, Буэнос-Айрес) — аргентинский футболист, полузащитник.

## Клубная карьера
Флорентин — воспитанник клубов «Ривер Плейт» и «Архентинос Хуниорс». 3 августа 2019 года в матче против «Альдосиви» он дебютировал в аргентинской Примере. 9 марта 2021 года в поединке с «Ривер Плейт» Габриэль забил свой первый гол за «Архентинос Хуниорс», а 30 апреля отличился уже на международном уровне, открыв счёт в матче Кубка Либертадорес против чилийского «Универсидад Католика».
2 августа 2022 года Флорентин перешёл в российский «Оренбург». 28 августа в матче против московского «Локомотива» он дебютировал в РПЛ, в перерыве матча выйдя на замену вместо Александра Павловца. 1 октября в поединке против «Сочи» Габриэль забил свой первый гол за «Оренбург».
25 августа 2023 года в матче против ЦСКА (1:1) на 14-й минуте получил серьёзную травму из-за чего временно выбыл из команды. 4 октября вернулся в основной состав «Оренбурга» против «Сочи» (2:1), выйдя в стартовом составе.
7 июня 2025 года покинул «Оренбург» после окончания контракта.

## Клубная статистика
| Выступление        | Выступление      | Выступление      | Лига | Лига | Кубки | Кубки | Международные | Международные | Итого | Итого |
| Клуб               | Лига             | Сезон            | Игры | Голы | Игры  | Голы  | Игры          | Голы          | Игры  | Голы  |
| ------------------ | ---------------- | ---------------- | ---- | ---- | ----- | ----- | ------------- | ------------- | ----- | ----- |
| Архентинос Хуниорс | Примера          | 2018/19          | —    | —    | 1     | 0     | 0             | 0             | 1     | 0     |
| Архентинос Хуниорс | Примера          | 2019/20          | 11   | 0    | 6     | 0     | 1             | 0             | 18    | 0     |
| Архентинос Хуниорс | Примера          | 2021             | 33   | 3    | —     | —     | 8             | 1             | 41    | 4     |
| Архентинос Хуниорс | Примера          | 2022             | 19   | 1    | 2     | 0     | —             | —             | 21    | 1     |
| Архентинос Хуниорс | Итого            | Итого            | 63   | 4    | 9     | 0     | 9             | 1             | 81    | 5     |
| Оренбург           | Премьер-лига     | 2022/23          | 20   | 2    | 4     | 1     | —             | —             | 24    | 3     |
| Оренбург           | Премьер-лига     | 2023/24          | 8    | 1    | 1     | 1     | —             | —             | 9     | 2     |
| Оренбург           | Итого            | Итого            | 28   | 3    | 5     | 2     | —             | —             | 33    | 5     |
| Всего за карьеру   | Всего за карьеру | Всего за карьеру | 91   | 7    | 14    | 2     | 9             | 1             | 114   | 10    |

1. ↑  Включая Кубок ЛПФ
2. ↑  Кубок Аргентины, Кубок России
3. ↑  Кубок Либертадорес, Южноамериканский кубок

Комментарии